# Oradour (Charente)

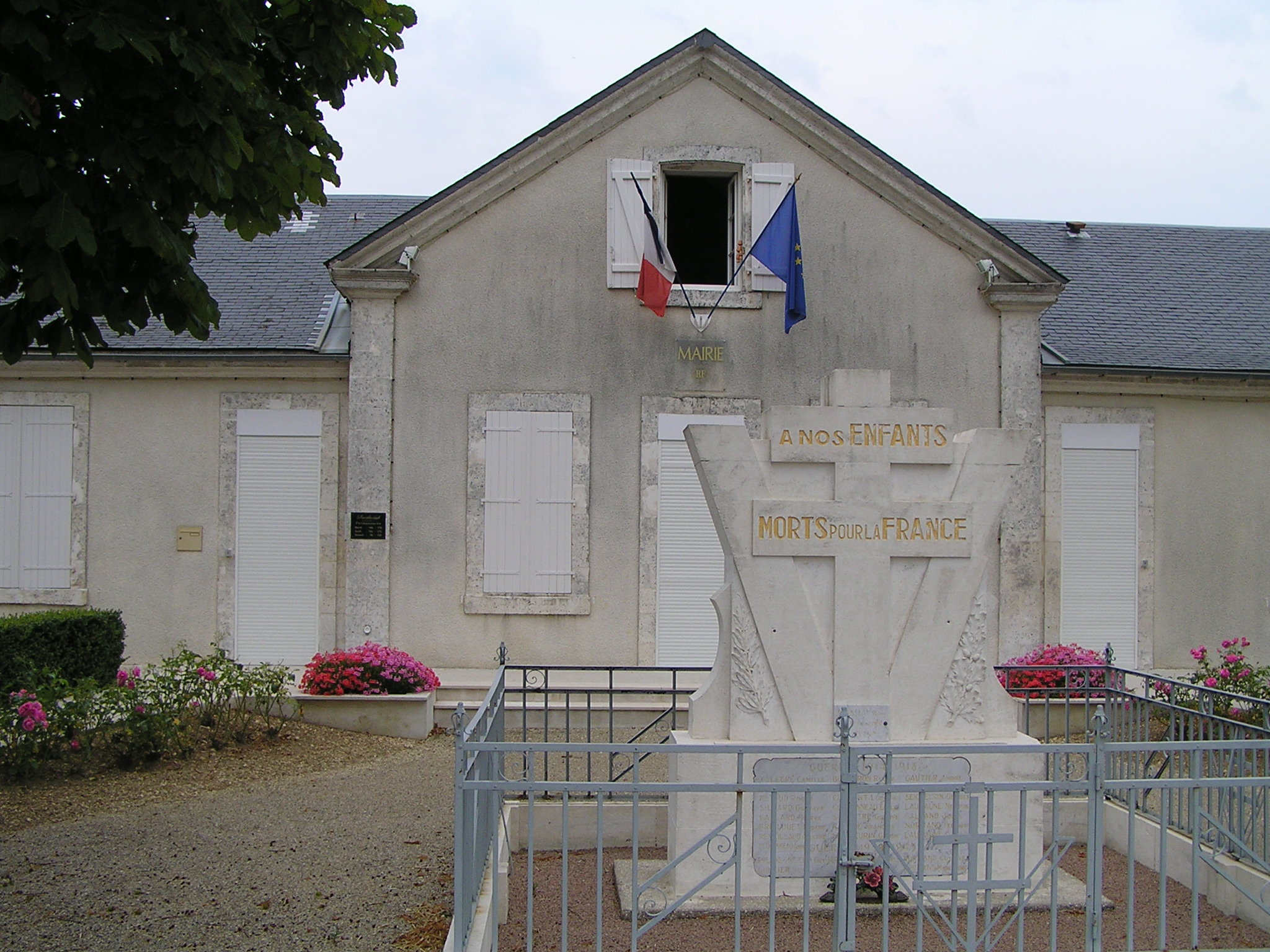
Gemeentehuis

Oradour is een gemeente in het Franse departement Charente (regio Nouvelle-Aquitaine) en telt 200 inwoners (1999). De plaats maakt deel uit van het arrondissement Confolens.

## Geografie
De oppervlakte van Oradour bedraagt 14,1 km², de bevolkingsdichtheid is 14,2 inwoners per km².
De onderstaande kaart toont de ligging van Oradour (Charente) met de belangrijkste infrastructuur en aangrenzende gemeenten.

## Demografie
Onderstaande figuur toont het verloop van het inwonertal (bron: INSEE-tellingen).